# Colegiul Tehnic Carol I
Colegiul Tehnic „Carol I” este o instituție de învățământ preuniversitar înființată oficial în septembrie 2009, prin schimbarea denumirii din Liceul „Doamna Stanca” în Colegiul Tehnic „Carol I”. Adresa Colegiului Tehnic „Carol I” este strada Porumbacu, nr. 52, București.

## Istoric
În anul 1930 ia naștere Școala Comercială „Doamna Stanca”. În 1948, ca urmare a amplelor schimbări politice, sociale și economice survenite în România după cel de-al doilea război mondial, Școala Comercială „Doamna Stanca” se transformă în Liceul nr. 10. 
Anul 1965 va aduce o nouă schimbare majoră a învățământul românesc, ceea ce va implica transformarea Liceului nr. 10, în Liceul Teoretic nr. 25.
În anul 1977, În cadrul procesului de reorganizare al învățământului, a legării sale mai eficiente de practică și producție, fostul Liceu de Cultură Generală nr. 25 a fost transformat in Liceul Industrial „Tehnometal”. A apărut astfel în rețeaua învățământului liceal din municipiul București o unitate școlara de profil industrial, tutelară de înteprinderea „Tehnometal”. 
După evenimentele din Decembrie 1989 ca urmare a amplelor transformări suferite de societatea românească au dus la scindarea unității școlare reorganizate în 1977 sub egida Liceul Industrial „Tehnometal”, în două unități școlare distincte, care au coabitat în același local, sub același acoperiș până în anul 1999, aceste două unități fiind Liceul Industrial „Tehnometal” și Liceul „Doamna Stanca”. 
În 1999, în urma unor acțiuni susținute pe foarte multe direcții, printre care I.S.M.B., M.E.C. , inclusiv Parlamentul României și respectiv, Președinția României, s-a reușit soluționarea deplină a conflictului de interese dintre cele două unități școlare obținute prin scindarea din 1990 astfel:
Liceul Industrial „Tehnometal” a rămas în localul din Str. Porumbacu nr. 52 și a păstrat numele, astfel încât tradiția de la 1930 a fost păstrată și continuată.
Liceul Teoretic „Doamna Stanca” s-a mutat definitiv în localul școlii Generale nr. 163, situată tot în cartierul Crângași, a fuzionat cu aceasta și a devenit noua unitate școlară Liceul „Marin Preda”.
Liceul Industrial „Tehnometal” și-a ales ca patron spiritual pe Sfântul Andrei, ziua liceului fiind ziua Sfântului Andrei și s-a dorit chiar schimbarea titulaturii unității școlare în Liceul „Sf. Andrei”, dar această titulatură aparținea deja unei școli generale.
Din anul școlar 2003-2004 titulatura unității școlare a fost schimbată în Grup Școlar „Doamna Stanca”, ca un act de continuare a tradiției care își are originea din 1930. Schimbarea finală a numelui acestei instituții de învățământ preuniversitar a fost definitivă, în septembrie 2009, prin adoptarea numelui Colegiul Tehnic „Carol I”.

## Specializări
LICEU ZI
Filiera teoretică
- ȘTIINȚE ALE NATURII

Filiera tehnologică
- TEHNICIAN ECOLOG ȘI PROTECȚIA CALITĂȚII MEDIULUI
- TEHNICIAN TRANSPORTURI

LICEU SERAL
Filiera tehnologică
- TEHNICIAN PRELUCRĂRI MECANICE

ȘCOALA PROFESIONALĂ
- MECANIC AUTO
- STRUNGAR (DUAL)

ȘCOALA POSTLICEALĂ
- ANALIST PROGRAMATOR
- TEHNICIAN DIAGNOSTIC AUTO
- TEHNICIAN ELECTRONIST ECHIPAMENTE DE AUTOMATIZARE
- TEHNICIAN LABORANT PENTRU PROTECȚIA CALITĂȚII MEDIULUI